# Akhmīm
Akhmīm es un distrito de la gobernación de Suhag, Egipto. En julio de 2017 tenía una población estimada de 439 080 habitantes.
Se encuentra ubicado en el centro del país, junto al río Nilo, a poca distancia al norte de Luxor.